# Simonyella
Simonyella es un género de hongos liquenizados en la familia Roccellaceae. Es un género monotípico. Contiene a la especie Simonyella variegata.